# メテノロン
メテノロン（Metenolone）は、長期間作用するアナボリックステロイドで、弱いアンドロゲン（テストステロンまたはアンドロステロン様）作用を持つ。天然に生成し、例えば妊娠したイエネコの副腎にも含まれる。また、水酸基をカルボン酸エステルの形にしたものは医薬品として用いられ、酢酸とのエステル（メテノロン酢酸エステル）は経口摂取用として、エナント酸（ヘプタン酸）とのエステル（エナント酸メテノロン）は筋肉内注射用として市販されている。再生不良性貧血の治療のために利用される。男性化などの副作用が存在する。
メテノロンエステルは1960年代に医療に導入された。医学的な利用に加えて、メテノロンエステルは体格やパフォーマンスの改善のためにも利用される。薬剤は多くの国で規制物質であり、医療用途以外の利用は一般的に違法である。日本では、処方箋医薬品に指定されているので、使用には医師の処方箋が必要になる。

## 利用
メテノロンエステルは、ほとんどが骨髄の機能低下による貧血（再生不良性貧血など）の治療のために利用される。大きな手術、感染症、長期の副腎皮質ホルモン治療、栄養失調、その他の要因による消耗性疾患の治療にも利用されてきた。骨粗鬆症とサルコペニアの治療のため、加齢に伴う筋肉量の低下を防ぐため、低体重の早産児や小児、特に男児の身長および体重増加を促進するためにも利用されてきた。
メテノロンエステルの副作用には、ニキビ、男性型多毛症、声変わり、性的欲求の増加などの男性化症状が含まれる。メテノロンは合成アンドロゲンでありアナボリックステロイドであり、テストステロンやジヒドロテストステロン（DHT）などのアンドロゲンの生物学的標的であるアンドロゲン受容体のアゴニストである。中程度のアナボリック作用と弱いアンドロゲン作用を持ち、エストロゲン作用や肝障害の危険性はない。メテノロンエステルはアンドロゲンエステルであり、体内でメテノロンへ代謝される。

## 薬理学

### 薬力学
C1位とC2位の間の二重結合のため、メテノロンは3α-ヒドロキシステロイドデヒドロゲナーゼ（3α-HSD）による代謝に対する抵抗性がある。DHTや、その誘導体であるメスタノロン（17α-methyl-DHT）やメステロロン（1α-methyl-DHT）とは異なり、メテノロンはかなりのアナボリック作用を示す。

### 薬物動態
メテノロンのヒト血清性ホルモン結合グロブリン（SHBG）に対する親和性は非常に低く、テストステロンの16%、DHTの3%である。

## スポーツにおける利用
アナボリックステロイドとして、スポーツにおけるメテノロンの使用は世界アンチ・ドーピング機関で禁止されている。ベラルーシの女子砲丸投選手ナドゼヤ・オスタプチュクは、メテノロンの検査で陽性反応を示し、2012年ロンドンオリンピックの金メダルを剥奪され、将来のIOC主催大会から排除された。
NBAとNBPAも、反ドーピングプログラムの下でメテノロンの使用を禁止している。2013年2月、オーランド・マジックのヒド・ターコルーは、メテノロンの検査で陽性反応を示し、リーグから20試合の出場停止処分を受けた。
2013年12月、ナタリア・ボルジナは、メテノロンの使用について最終的な有罪の評決が下った後、ツーオーシャンズマラソンのタイトルを剥奪され、競技会への参加が2年間禁止された。

## 合成

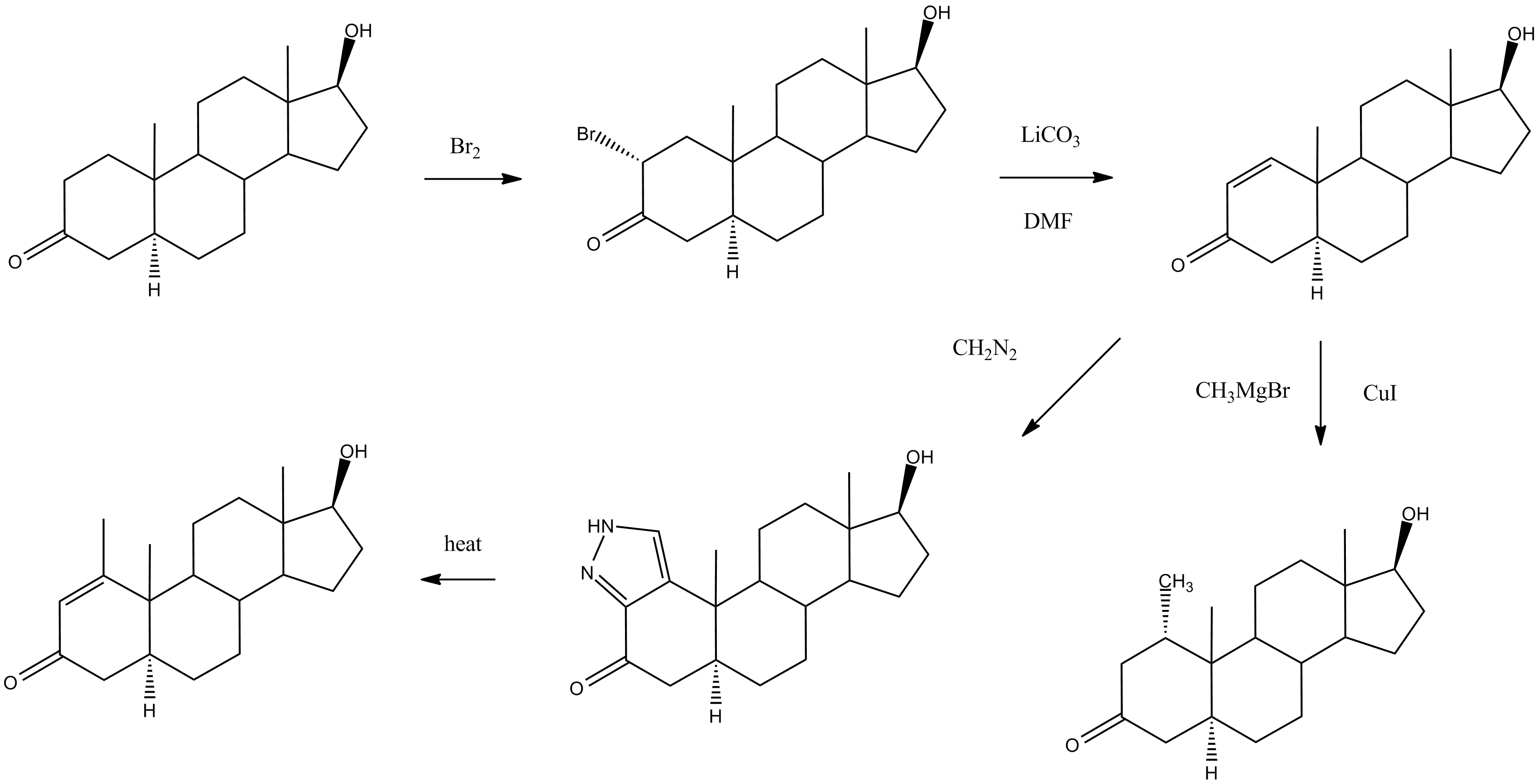
ジヒドロテストステロン（左上）からのメテノロン（左下）とメステロロン（右下）の合成経路